# Pontardawe
Pontardawe (wymowaⓘ) – miasto w południowej Walii, w hrabstwie Neath Port Talbot (historycznie w Glamorgan), położone w dolinie Swansea Valley, nad ujściem rzeki Upper Clydach do Tawe. W 2011 roku liczyło 12 333 mieszkańców.
Miasto rozwinęło się w XVIII i XIX wieku jako ośrodek wydobycia węgla oraz hutnictwa miedzi i cyny. Współcześnie pełni rolę miasta satelickiego dla pobliskiego Swansea.